# Druelle Balsac
Druelle Balsac – gmina we Francji, w regionie Oksytania, w departamencie Aveyron. W 2013 roku liczba ludności wynosiła 2943 mieszkańców. 
Gmina została utworzona 1 stycznia 2017 roku z połączenia dwóch ówczesnych gmin: Balsac oraz Druelle. Siedzibą gminy została miejscowość Druelle.